# Carlos Gamarra
Carlos Alberto Gamarra Pavón, paragvajski nogometaš, * 17. februar 1971, Ypacarai, Paragvaj.
S paragvajsko reprezentanco se je v letih 1998, 2002 in 2006 udeležil treh zaporednih svetovnih prvenstev. Na svojem prvem svetovnem prvenstvu je bil eden petih branilcev, ki so bili uvrščeni v najboljšo postavo tekmovanja. Sodeloval je tudi na nogometnemu delu poletnih olimpijskih iger leta 2004.